# شحن دلفي (كهرباء)

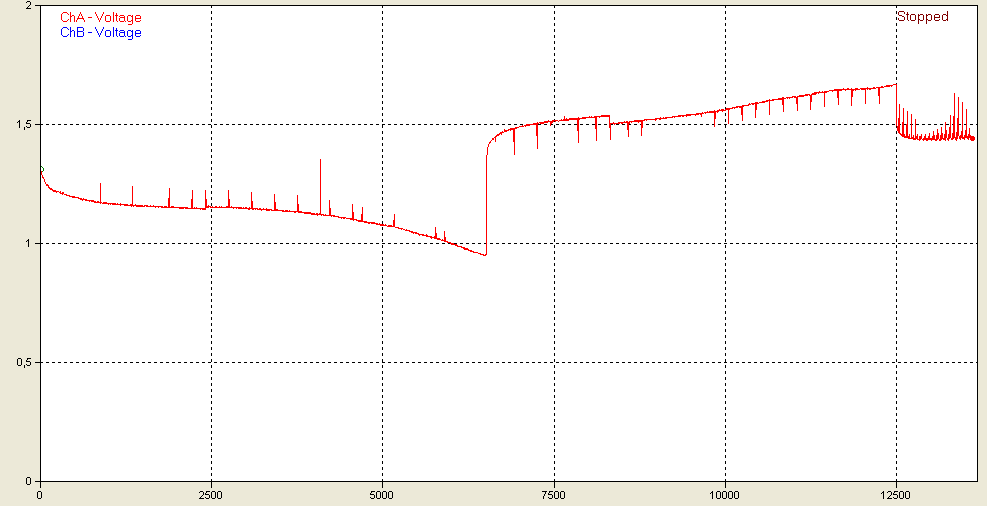
صورة توضح الشحن الدلفي

الشحن الدلفي (بالإنجليزية: Trickle Charging)‏هو شحن بطارية مشحونة بالكامل بمعدل مساوٍ لمعدل التفريغ الذاتي، وبالتالي تمكين البطارية من البقاء عند مستوى الشحن الكامل؛ تحدث هذه الحالة بشكل حصري تقريبًا عندما لا يتم تحميل البطارية، حيث لن يؤدي الشحن الدلفي (البطيء) إلى إبقاء البطارية مشحونة إذا تم سحب التيار بواسطة الحمولة.  يُقال إن البطارية التي تعمل بجهد عائم مستمر تعمل على الشحن العائم.